# Alžběta Birnbaumová
Alžběta Birnbaumová (Breindlová), rozená Šourková (16. března 1898 Volyně – 18. listopadu 1967 Praha) byla česká historička umění, první absolventka dějin umění na Filozofické fakultě Univerzity Karlovy a spisovatelka, v letech 1923–1925 manželka Václava Breindla a v letech 1926–1934 manželka Vojtěcha Birnbauma.

## Život a dílo
Po maturitě na dívčím reálném gymnáziu na Smíchově v Praze vystudovala v letech 1920–1925 dějiny umění na Filosofické fakultě UK (prof. Karel Chytil, Vojtěch Birnbaum). Již během studií se provdala za profesora přírodopisu smíchovského gymnázia a pozdějšího profesora obecné zoologie na Přírodovědecké fakultě UK dr. Václava Breindla (1890–1948). Jako první historička umění na české Karlově univerzitě roku 1925 obhájila rigorózní práci na téma Zámek "Troja" u Prahy. Vydala k tomuto tématu řadu časopiseckých článků a publikací. V době vysokoškolských studií se zamilovala do svého o 21 let staršího profesora Vojtěcha Birnbauma, za něhož se po rozvodu s Breindlem 21. ledna 1926 na Staroměstské radnici provdala; za svědka šel Birnbaumův přítel, historik Josef Šusta. Po osmi letech manželství Birnbaum předčasně zemřel.
Alžběta po něm převzala činnost v klubu Za starou Prahu. Na počest svého manžela sestavila sborník Listy z dějin umění, do kterého kromě statí zařadila také jeho korespondenci. Od roku 1938 spolupracovala s redakcí Ottova naučného slovníku nové doby. V letech 1938–1948 byla editorkou edice Poklady národního umění, 1946 založila knižnici Horizont. V 50. letech byla zatčena, po propuštění pracovala v Pražském památkovém středisku. Zemřela v Praze 18. listopadu 1967.
Přeložila knihu Friedricha Wilhelma Foerstera "Evropa a německá otázka" (vydalo nakladatelství Vyšehrad v Praze roku 1938).

### Publikace
- Alžběta Birnbaumová, Vázy v zahradě zámku Troja u Prahy, Praha 1927
- Alžběta Birnbaumová, Stavební účty zámku Troja u Prahy, Praha 1929
- Alžběta Birnbaumová, Stavební vývoj hradu a města Strakonic, Strakonice 1933
- Alžběta Birnbaumová, Císař Karel IV., Olomouc 1937
- Alžběta Birnbaumová, František Krásný, Tyršův dům, jeho dějiny a stavba, Praha : Knihkupectví a nakladatelství Československé obce sokolské, 1938 (nové vyd. 1948)
- Alžběta Birnbaumová, Petřín ve středověku, Praha 1939
- Alžběta Birnbaumová, Kostel svatého Ignáce na Novém Městě, Praha : Vyšehrad, 1940
- Alžběta Birnbaumová, Horažďovice, Praha 1941
- Alžběta Birnbaumová, Chrám sv. Barbory v Kutné Hoře, Praha 1942 (2. vyd. 1946)
- Alžběta Birnbaumová, Město Strakonice, Praha 1947
- Alžběta Birnbaumová, Strakonický hrad, Praha 1947
- Alžběta Birnbaumová, Volyně, Češtice, Dobrš, Praha 1947
- Alžběta Birnbaumová, Dobroslava Menclová, Křivoklát, Praha 1954
- Alžběta Birnbaumová a kol., Kroměříž, městská památková rezervace, státní zámek a památky v okolí, Praha 1963
- Alžběta Birnbaumová, Kostely sv. Klimenta v Čechách a na Moravě, Brno 1999
- V edici Soupis památek historických a uměleckých v Československu provedla a napsala spolu s Libuší Jansovou Soupis památek v okresu Čáslav (1929)

## Pozůstalost
Literární pozůstalost je uložena v archivu Ústavu dějin umění České akademie věd. Konvolut předmětů ze své domácnosti Birnbaumová darovala do sbírek Národního muzea v Praze.